# فجر وضحى وظهر ويوم الإسلام
فجر الإسلام وضحى الإسلام وظهر ويوم الإسلام موسوعة الكاتب والمؤرخ المصري أحمد أمين. صدر الكتاب الأول: فجر الإسلام في طبعته الأولى سنة 1929، ويتناول ظهور الإسلام والفترة التي سبقته، وهو جزء من سلسلة تأريخية شملت «فجر الإسلام» و«ضحى الإسلام» و«ظهر الإسلام» أرخ بها أحمد أمين حياة العرب المسلمين الفكرية منذ أن شرع النزوع العقلي بالتكوّن حتى علا نجمه، وسطع ضوؤه، ثم حار إلى خفوت.

## مولد فكرة الكتاب
يقول أحمد أمين عن الدافع إلى تفكيره في تأليف سلسلة «فجر الإسلام» و«ضحى الإسلام» و«ظهر الإسلام»:
إلا أن طه حسين والعبادي لم يستكملا كتابة نصيبهما من هذا المشروع البحثي. يقول أحمد أمين:

## طبعات الكتاب
صدر الكتاب في طبعته الأولى سنة 1929، وكتب مقدمته الدكتور طه حسين، ثم قامت دار الشروق سنة 1999 بإصدار طبعة ثانية من الكتاب.

## أبواب الكتاب
يضم الكتاب سبعة أبواب:
1. الباب الأول بعنوان «العرب في الجاهلية»، وفيه يتحدث الكاتب عن جزيرة العرب وموقعها الجغرافي وأجزائها ومناخها وسكانها وأنسابهم وحالاتهم الاجتماعية، وملامح التجارة في الجزيرة وإنشاء المدن والإمارات العربية هناك. كما تناول المؤلف طبيعة العقلية العربية ووصفها وأثر الطبيعة الاجتماعية في تكوينها، ومظاهر الحياة العقلية التي تجلت في دلالة اللغة العربية والأمثال والقصص.
2. الباب الثاني: يتناول ظهور الإسلام وتعاليمه وأثر هذه التعاليم في العرب، وفي نفس الباب تناول الفتح الإسلامي وعملية المزج بين الأمم والمفاهيم والتعاملات التي ظهرت في هذه الفترة مثل الرق والولاء.
3. الباب الثالث: يتحدث عن الفرس مستعرضا أثرهم على الإسلام وتأثيرهم على الأدب العربي والحكم والأخلاق العربية والغناء واللغة.
4. الباب الرابع: يتناول تأثير الأدبين اليوناني والروماني على الإسلام.
5. الباب الخامس: يتناول الحركة العلمية في القرن الأول الهجري.
6. الباب السادس: يتناول الحركة الدينية في القرن الأول الهجري.
7. الباب السابع: يتناول الفرق الدينية.

## الحصول على الدكتوراه
قدم أحمد أمين طلبًا لنيل درجة الدكتوراة بالدخول في الامتحان بنفس الطريقة المتبعة مع سائر المتقدمين للحصول عليها، وقدم لذلك كتابيه فجر الإسلام وضحى الإسلام كرسالة للمناقشة، لكن مجلس الجامعة اعترض، مبررًا ذلك بأن الأساتذة بالكلية قد يحابونه لأنه واحد منهم، فاقترح أحمد أمين عليهم أن يكون أكثر الممتحنين من الأساتذة الأجانب المستشرقين، لكن وزير المعارف في ذلك الوقت صمم على رفض طلبه، وهو ما اعتبر تدخلاً في شؤون الجامعة لا مبرر له. وعليه فلم يتم امتحانه.
وشعر بعض أساتذة الجامعة وأعضاء لجنة التأليف بعدم عدالة هذا التصرف، فأقاموا سنة 1935 حفلة تكريم لأحمد أمين، ثم تم تأليف لجنة لبحث مؤلفات أحمد أمين، واختارت اللجنة المستشرقين الدكتور شاده والأستاذ برجستراسر، اللذين قدما تقريراً باستحقاق الأستاذية لأحمد أمين على كتابيه المذكورين، وقالا في تقريرهما: «إن عيب أحمد أمين الوحيد في تأليف هذين الكتابين هو أن هناك بحوثاً في بعض موضوعات الكتابين عرض لها بعض الأساتذة الألمان، ولو أطلع عليها المؤلف لبنى عليها». لكن وزارة المعارف أخفت هذا التقرير، فطلب أحمد أمين من عميد الكلية الحصول على التقرير من الوزارة، فماطلت الوزارة أولا، ثم بعثته وعطلت أثره في مجلس الجامعة، وبالتالى لم يحصل أحمد أمين على الأستاذية إلا بعد عناء، ومُنح درجة الدكتوراه عام 1948. وكان عضواً في المجامع اللغوية بدمشق والقاهرة وبغداد.

## الضحى
وظهر (ضحى الإسلام) في رمضان 1351هـ يناير 1933م بمجلدين وأربعة أجزاء وكتب مقدمته طه حسين بسبع صفحات سأكتفي بما يتسير منه: «... ولست أريد أن أخون صديقي أحمد أمين بالإسراف في الثناء عليه، ولا أن أخونه بالغض منه والتقصير في ذاته، وإنما أريد أن أنسى صداقته، وأهمل -ولو لحظة قصيرة- ما بيني وبينه من مودة كلها صفو وإخاء استطعنا أن نجعله فوق ما يتنافس الناس فيه من المنافع وأغراض الحياة، إنما أريد أن أنصفه، وأشهد لقد فكرت وقدرت، وجهدت نفسي في أن أجد شيئاً من العيب ذي الحظر أصف به هذا الكتاب الذي أقدمه إلى القراء فلم أجد، ولم أوفق من ذلك إلى قليل ولا كثير.. ولست أدري أيهما أهنئ بهذا الفوز أحمد أمين لأنه قد جد وألح ومضى في الجد والإلحاح، حتى انتهى إلى هذا التوفيق، أم الجامعة المصرية لأنها قد اهتدت إلى أحمد أمين ووكلت إليه ما وكلت من أنواع الدرس وفنون البحث؟..».. واختتم مقدمته بقوله: «أشهد لقد وفق أحمد أمين في هذا الكتاب إلى الإجادة العلمية والفنية معاً: استكشف الحياة العقلية الإسلامية استكشافاً لم يسبق إليه، ثم عرضها عرضاً هو أبعد شيء عن جفاء العلم وجفوته، وأدنى شيء إلى جمال الفن وعذوبته..».

## الظهر
وأخيراً جاء (ظهر الإسلام) بأربعة أجزاء بمجلدين في عام 1364هـ 1945م، معتذراً من القراء لتأخر ظهوره بسبب ما كلف به من عمادة كلية الآداب وغيرها. وعندما تركها احتاج إلى زمن يروض به عقله ونفسه على العودة إلى معانات البحث.. وقد سبق أن قال في مقدمة الجزء الثاني من (ظهر الإسلام) مكرراً اعتذاره «لضعف الصحة، وعدم القدرة على إثبات النصوص كما قرأناها أو سمعناها.. هذا مع نهي الأطباء لنا عن النظر في الكتب، ولكنا اعتدنا أن نعتمد في الحياة على القراءة والتأليف. وما قيمة الحياة من غير ذلك؟..».
ولكنه -رحمه الله- رحل عن دنيانا عام 1954 قبل أن يخرج الجزء الرابع من (ظهر الإسلام) إلى الوجود، فطلب أبناؤه من الدكتور أحمد فؤاد الأهواني للتقديم له وإخراجه، وهو من تلامذته بالجامعة عام 1927 وقال: «... أخذت عليه درساً في اللغة العربية، أذكر أنه كان في (المعاجم) وقد بهرتني في ذلك الحين طريقته في البحث والعرض، وبساطة الأسلوب، ونفاذ الفكر...».. وقال: إن الأصل لم يكن بخط أحمد أمين، فقد جرت عادته في أواخر حياته، بعد أن أصيب بضعف بصره، أن يملي...» وقال: «... وحين رجاني أبناء أحمد أمين القيام بنشر هذا الكتاب، ترددت أول الأمر لأن مهمة تعديل كتاب وإخراجه مهمة علمية شاقة، وأمانة تاريخية ثقيلة. وقد قبلت آخر الأمر هذا العمل...»؛ وخرج العمل بمقدمة ضافية من الأهواني بلغت 16 صفحة. وفيه قال: «... وأصبح الفجر والضحى والظهر مرجع كل طالب ومرشد كل باحث، والمنارة التي يهتدي بها الناظر في التاريخ الإسلامي وحضارته...».

## يوم الإسلام
يقول فيه «أردت فيه أن أبين أصول الإسلام وما حدث له من أحداث، أفادته أحيانًا، وأضرته أحيانًا. وأبين فيه كيف كان يعامل غيره من أهل الأديان أيام عزه وسطوته، وكيف يعامله غيره أيام ضعفه ومحنته».
ويقول جمال الدين فالح الكيلاني لا شكّ في أن كتاب «يوم الإسلام» (1952) لا يحظى بنفس الشهرة والمقروئية التي تحظى بها الأجزاء التي سبقته من «موسوعة الثقافة العربية الإسلامية» لـ أحمد أمين (1886 - 1954)؛ «فجر الإسلام»، و«ضحى الإسلام»، و«ظُهر الإسلام»، كان قارئ هذه الأجزاء يجد صوراً متعدّدة من ازدهار المعارف والفنون، وكان أمين يتفنّن في جمع خيوطها وإظهار العلاقات الخفيّة بينها، متنقلاً بين الشعر والفلسفة وعلوم اللغة والدين ومآثر الحكّام والعلماء.
قرابة خمسة قرون نفض غبارها، مجدّداً حيويتها بما يستسيغه قارئ عربي في القرن العشرين في ما يشبه ورشة عملاقة تعيد تركيب عناصر الحضارة الإسلامية. كان أحد قرّائه طه حسين قد كتب حول هذه الموسوعة بأن واضعها «وصل بين الثقافة الأدبية والثقافة الدينية والفلسفية وصلاً متيناً، فقد كان الناس يعلمون أن للدين والفلسفة أثراً في الشعر والنثر، ولكنهم لم يكونوا يزيدون عن ذلك».
وفي «يوم الإسلام»، لن نجد الكثير من ذلك، بداية من هيكلة الكتاب الذي يأتي في فصل وحيد، ويغيب عنه التخطيط كما في سابقيه وبالتالي تلك القدرة على الإمساك بالتشعّب، وفي الحقيقة، فإن كتاب «يوم الإسلام لأحمد أمين» عمل ظلمته ظروف كتابته، وهو ما يُطلعنا عليه المؤلف في مقدّمته، حيث أنه بعد أن فرغ من «ظُهر الإسلام» تعرّض لمشاكل في بصره، يقول: «ما جعل الأطباء يحرّمون عليّ كثرة القراءة وخصوصاً في الليل، والاستعانةُ بالغير لا تكفي»، وضمن هذه الظروف وضع عمله بالأساس اعتماداً على «مطالعات سابقة» فلم يكن ممكناً أن يكون في مستوى ما سبقه، فجاء مجرّد استكمال لمشروع بأدوات منقوصة.